# Plagiostachys megacarpa
Plagiostachys megacarpa är en enhjärtbladig växtart som beskrevs av Julius och A.Takano. Plagiostachys megacarpa ingår i släktet Plagiostachys och familjen Zingiberaceae. Inga underarter finns listade i Catalogue of Life.